# Rostbukig sporrhöna
Rostbukig sporrhöna (Pternistis nobilis) är en fågel i familjen fasanfåglar inom ordningen hönsfåglar.

## Utseende och läte
Rostbukig sporrhöna är en stor och knubbig sporrhöna med brun fjäderdräkt, röd näbb och röd bar hud runt ögat. Den liknar fjällig sporrhöna, men denna är mindre och blekare brun samt saknar den röda bara huden i ansiktet. Lätet består av alternerande lågt "kroo" och ljusare "kreek". Även enklare raspiga enstaka toner och serier kan höras.

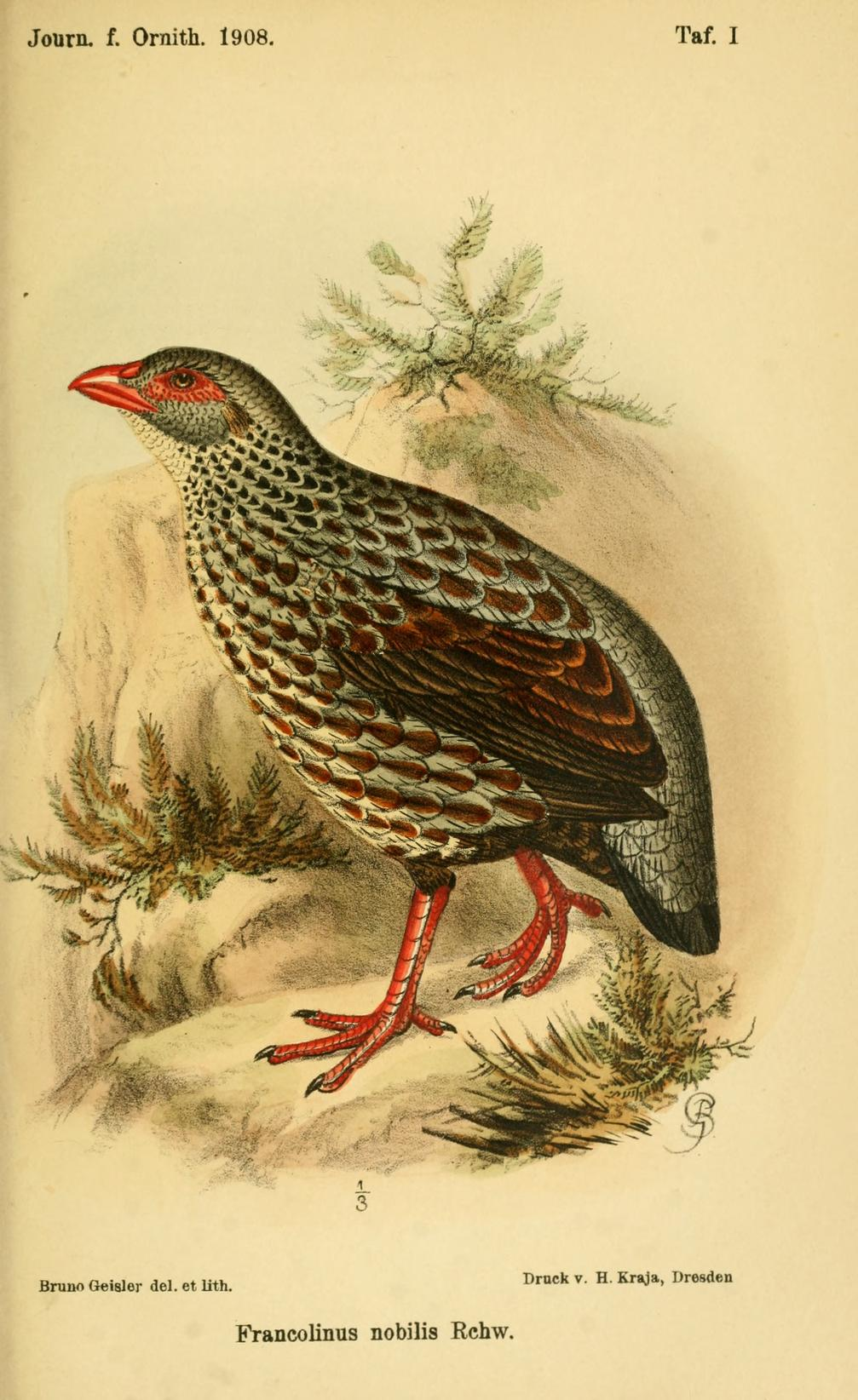

## Utbredning och systematik
Fågeln förekommer i bergsskogar i östra Demokratiska republiken Kongo, sydvästra Uganda och Rwanda. Den behandlas som monotypisk, det vill säga att den inte delas in i några underarter.

## Släktestillhörighet
Tidigare placerades den i släktet Francolinus. Flera genetiska studier visar dock att Francolinus är starkt parafyletiskt, där arterna i Pternistis står närmare  t.ex. vaktlar i Coturnix och snöhöns. Även de svenska trivialnamnen på arterna i släktet har justerats från tidigare frankoliner till sporrhöns (från engelskans spurfowl) för att bättre återspegla släktskapet.

## Levnadssätt
Rostbukig sporrhöna hittas i bergsbelägna skogar, skogsbryn och bambusnår. Den ses ofta i par.

## Status och hot
Arten har ett stort utbredningsområde, men tros minska i antal, dock inte tillräckligt kraftigt för att den ska betraktas som hotad. Internationella naturvårdsunionen IUCN listar arten som livskraftig (LC).